# 远方的家 (中国中央电视台节目)
《远方的家》（英語：On the Way）是中國中央電視台播放的一欄中國國內旅遊紀錄片，於2010年12月1日首播，初時設有主持人，2011年7月起开播大型系列特别节目，包括《邊疆行》（100集）、《沿海行》（112集）、《北纬30°中国行》（189集）以及《百山百川行》（239集），現時正在製作《江河万里行》（280集）。
2013年4月6日起，中視也購入此節目播出至今。在南非完成这一集后，将继续在印度进了。

## 初期
远方的家初期由主持人請來不同的嘉賓在演播室進行錄影，內容包括旅行体验者的亲身讲述、民间达人的旅行情报，旅游咨讯的权威发布、学者嘉宾的文化解读、旅游话题的实时互动等，後來就派出特約記者介紹中國各地的文化、美食、旅遊景點和風土人情。

## 邊疆行
邊疆行於2011年4月底開始拍攝，並於同年7月11日開播，攝製組從廣西防城港出發，以順時針方向於長達22800公里的中國陸路邊境行進，經過广西、云南、西藏、新疆、甘肃、内蒙古、黑龙江、吉林、辽宁，最后到达辽宁丹东，與14個鄰國接壤，拍攝時間長達半年。節目由中國人民保險集團冠名贊助，提供全程保险、服装及有关拍摄支持等。主題曲為《邊疆頌歌》，由宋祖英主唱。

## 沿海行
沿海行乃邊疆行的延續，於2011年9月開始拍攝，並於同年11月29日開播，攝製組從辽宁丹东出發，於長達18000公里的中國沿海地区行進，經過辽宁、河北、天津、山东、江苏、上海、浙江、福建、广东、广西，最後回到廣西防城港，完成沿中国大陆版图完整行走一圈的任务。主題曲為《潮湧東方》，由韓磊主唱。

## 北纬30°中国行
北纬30°中国行於2012年3月開始拍攝，並於2012年6月1日开播，攝製組从浙江舟山群岛出发，從东至西於長達20000公里的中國北纬30°线行進，經過浙江、江西、安徽、湖北、湖南、重庆、贵州、四川、西藏，一直到西藏阿里地区。主題曲為《北纬30°》，由宋祖英主唱。

## 百山百川行
百山百川行於2013年4月22日开播，拍摄对象基本位于中国的农村地区，节目试图通过历史、地理、民俗、社会等多维视觉，表达山里人对故乡山川的眷恋，对和谐社会关系和传统道德规范的自觉维护。主題曲為《美丽中华》、《爱在山川》，由宋祖英主唱。

## 江河万里行
《江河万里行》是由中央电视台中文国际频道（CCTV-4）《远方的家》栏目打造的百集系列特别节目，该节目以水为媒介，真实记录生活在水边的基层民众的人生故事和生活梦想，集中展示中华文化深厚宽广的历史内涵，特别关注当下社会的新风尚、新气象，用电视化的语言呈现人们“望得见山，看得见水，记得住乡愁”的愿望。
由中央电视台《远方的家》栏目打造的百集系列特别节目《江河万里行》于2014年4月28日在中央电视台中文国际频道（CCTV-4）开播。新系列节目预计制作280集，将对包括长江、黄河、珠江、淮河、海河、辽河、松花江在内的中国上百条江河进行全景扫描，书写一部关于当下中国江河的人文风土志。
水是文明的起源。每一条江河都有自己独特的、可以考证的历史文明。《江河万里行》以水为线索，从当下普通百姓的生活入手，寻找江河文明变迁的历史印记，聚焦当今社会的新变化、新发展，通过对典型事件、现象以及人物的采访报道，体现人们对生态文明的关注，倡导可持续发展的理念。
水也是人类生命的起源，它滋润万物而无声。《远方的家》刚刚结束《百山百川行》的拍摄，摄制组成员继续行走江河，继续与各地的农民、渔民、牧民等基层民众深入交流，带着敬意和诚意表达他们的所思所虑，所想所盼，向广大海内外观众传递健康向上的“正能量”。

## 主持列表

### 演播室主持
- 王端端
- 李紅
- 曾湉
- 刘芳菲

### 外景主持
| - 王靜 - 周雪梅 - 吳丹 - 蔡麗娜 - 劉莎 | - 覃玫 - 吳泓甫 - 孫天笑 - 譚文穎 - 王瑤潔 | - 彭祖 - 田川 - 劉珅 - 李瑩 | - 李七月 - 唐天娇 - 张梦路 - 许伟 | - 孙亚鹏 - 胡鑫 - 董阳 - 刘颢玥 |

（以上均为从《边疆行》开始的出境记者）